# Олгы
Олгы — река в России, протекает по Нижневартовскому району Ханты-Мансийского АО Устье реки находится в 28 км по правому берегу протоки Човкинский Пасил, впадающей в Вах справа в 349 км от устья. Длина реки составляет 30 км. В 3 км от устья по правому берегу впадает река Ёхваръёган.

## Данные водного реестра
По данным государственного водного реестра России относится к Верхнеобскому бассейновому округу, водохозяйственный участок реки — Вах, речной подбассейн реки — бассейн притоков (Верхней) Оби от Васюгана до Ваха. Речной бассейн реки — (Верхняя) Обь до впадения Иртыша.
Код объекта в государственном водном реестре — 13011000112115200039900.